# Epiphyllum

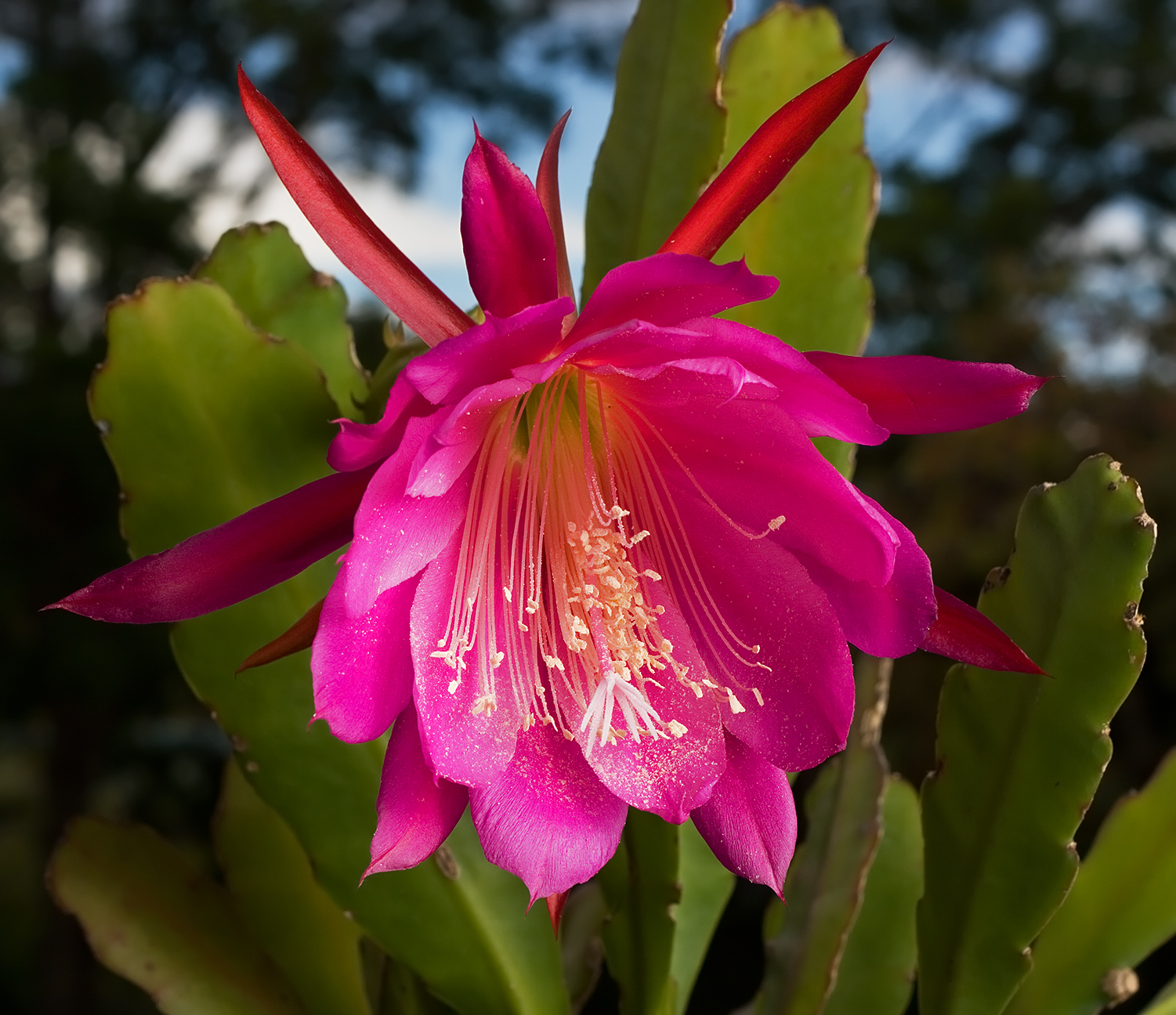
Epiphyllum 'Wendy'; cultivar

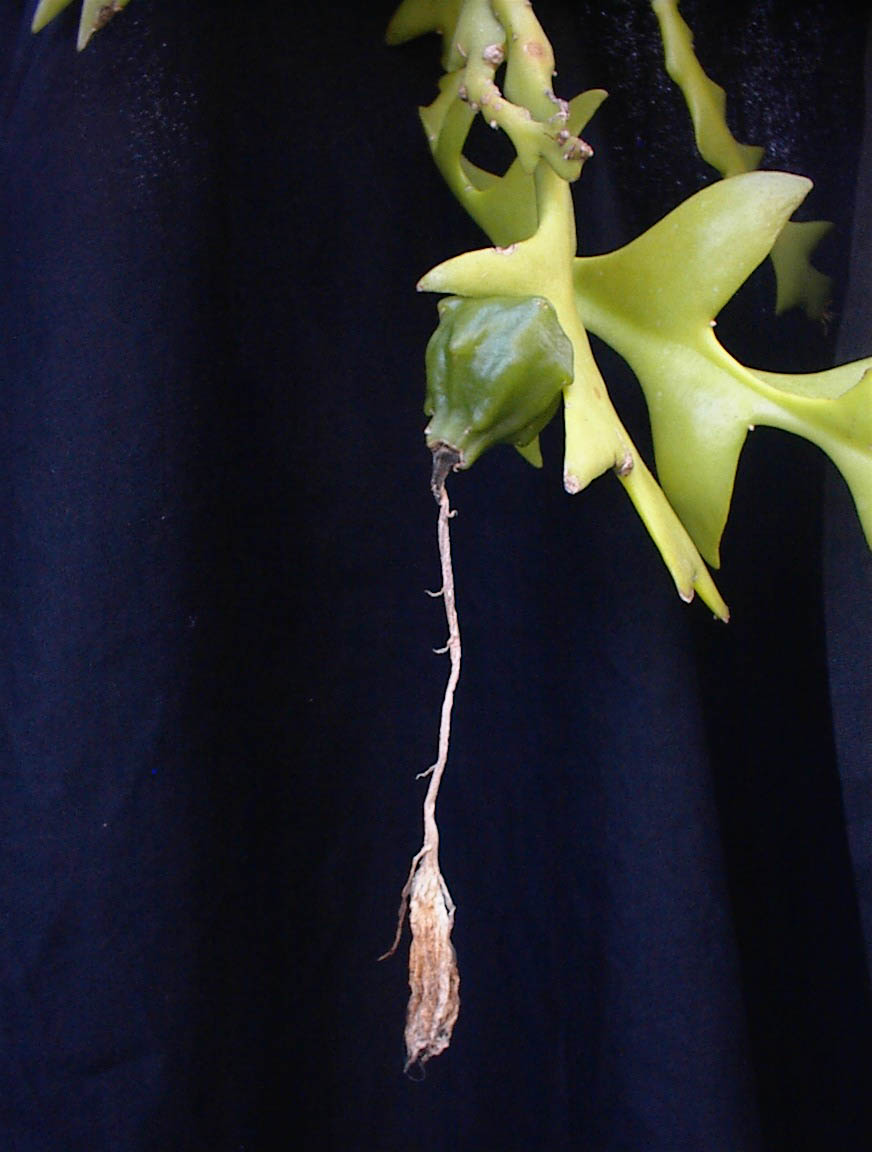
Fruit de lEpiphyllum anguliger

Epiphyllum és un gènere de plantes amb flor dins la família de les cactàcies.

## Descripció
Són plantes epífites. Les tiges són amples i planes. Les flors són grans i sovint espectaculars. La flor de l'Epiphyllum oxypetalum és fragrant i de gran bellesa però només dura una sola nit.
El fruit és comestible, similar al de la fruita dragonera o pitaya del gènere Hylocereus, ans que no tan gran.
N'hi ha 19 espècies i alguns híbrids. Algunes de les espècies s'utilitzen per produir la beguda al·lucinògena Ayahuasca.

## Taxonomia
- Epiphyllum anguliger
- Epiphyllum caudatum
- Epiphyllum chrysocardium
- Epiphyllum crenatum
- Epiphyllum guatemalense
- Epiphyllum hookeri
- Epiphyllum laui
- Epiphyllum lepidocarpum
- Epiphyllum macropterum
- Epiphyllum oxypetalum
- Epiphyllum phyllanthus
- Epiphyllum pumilum
- Epiphyllum thomasianum